# أليس فون هيلدبراند
أليس فون هيلدبراند هي ثيولوجية وكاتِبة ومؤلفة بلجيكية، ولدت في 11 مارس 1923 في بروكسل في بلجيكا.